# Davide Valsecchi
Davide Valsecchi (Erba, 24 januari 1987) is een Italiaanse coureur, momenteel actief in de GP2 Asia Series.

## Carrière

### Formule Renault
De jaren 2003 tot 2005 kwam Valsecchi uit in de Formule Renault. In 2003 en 2004 kwam hij uit in het Italiaans kampioenschap, om in 2005 de overstap te maken naar het Europees kampioenschap.

### Formule 3
Parallel aan zijn activiteiten in de Formule Renault, reed Valsechhi van 2003 tot 2005 in een aantal races van het Duits en Italiaans Formule 3 kampioenschap.

### Formule Renault 3.5 Series
In 2006 maakte hij de overstap naar de Formule Renault 3.5 Series. Zijn eerste seizoen viel tegen. In 2007 kwam hij opnieuw uit in deze klasse, en wist hij 1 overwinning te pakken.

### GP2 Series

#### Asia
In 2008 ging Valsecchi aan de slag bij Durango in de GP2 Series, om vervolgens ook in de GP2 Asia Series voor dit team uit te komen. Hij wist 1 race te winnen, de sprintrace in Monza.
In 2009 startte Valsecchi het seizoen opnieuw bij Durango. In augustus maakte hij echter de overstap naar Addax. Hij verving hier Romain Grosjean, die op zijn beurt verkaste naar het Formule 1 team van Renault.
Het GP2 Asia Series seizoen 2009-2010 stapte hij in bij iSport. Hij wist de eerste race meteen te winnen, waarna nog vele overwinningen volgde. Derhalve werd hij kampioen, en volgt hij Kamui Kobayashi op.

#### Main Series
In 2010 komt Valsecchi opnieuw uit voor iSport, ditmaal in de GP2 Main Series.

### Formule 1
In 2011 was Valsecchi testrijder voor Lotus Racing en mocht hij af en toe op de vrijdagen voor de race testen. In Maleisië op het circuit van Sepang deed hij dit voor het eerst.
Op 28 januari werd bekendgemaakt dat Valsecchi bij Lotus F1 Team derde rijder zou worden.

#### Totale Formule 1-resultaten
| Seizoen | Inschrijving | Chassis    | Motor               | 1   | 2      | 3   | 4   | 5   | 6   | 7   | 8   | 9   | 10  | 11  | 12  | 13  | 14  | 15  | 16  | 17  | 18  | 19  | Pos | Punten |
| ------- | ------------ | ---------- | ------------------- | --- | ------ | --- | --- | --- | --- | --- | --- | --- | --- | --- | --- | --- | --- | --- | --- | --- | --- | --- | --- | ------ |
| 2011    | Team Lotus   | Lotus T128 | Renault RS27 2.4 V8 | AUS | MAL TC | CHN | TUR | ESP | MON | CAN | EUR | GBR | GER | HUN | BEL | ITA | SIN | JPN | KOR | IND | ABU | BRA | -   | -      |